# Euryancale obliqua
Euryancale obliqua är en svampart som beskrevs av Drechsler 1955. Euryancale obliqua ingår i släktet Euryancale och familjen Cochlonemataceae.   Inga underarter finns listade i Catalogue of Life.